# David Its Me
David Rodríguez (Sant Hipòlit de Voltregà, 25 d’abril de 2004), més conegut com David its Me, és un presentador de televisió, creador de contingut audiovisual i escriptor català.
Començà a penjar contingut a les xarxes socials, principalment a Instagram i TikTok l’any 2016 i les seves publicacions esdeveniren virals fet que el situà entre els influencers més seguits de Catalunya.
Des del 2021 ha esdevingut un rostre habitual a la graella del SX3 al presentar programes com Top or fail, Ràndom, o els especials de la nit de reis.

## Trajectòria

### Televisió
- Top or fail (SX3, 2021)
- Ràndom (SX3, 2022) juntament amb Maria Bouabdellah[3]
- Nit de Reis (SX3, 2024) juntament amb Òscar Dalmau i Maria Bouabdellah[4]

### Videopodcast
- Kids amb Farners Pei Hong
- Quin guirigall! (2024) amb Farners Pei Hong[5]

### Llibres
- 2022: David Its Me (sense filtres i en mode avió).  Fanbooks, 2022. ISBN 9788418327810.